# Вилкомиц, Симха Хаим
Вилкомиц Симха Хаим (1871, Несвиж, Минская губерния — 1918, Рош-Пинна) — один из первых учителей на иврите в Эрец-Исраэль. Отец Ами Асафа.

## Биография
Получил традиционное еврейское образование в хедере и бет-мидраше. Переехал в Вильно, где завершил своё образование по изучению языка иврит. Здесь же был связан с последователями движения Хаскала. Увлекшись палестинофильством в 1896 уехал в Эрец-Исраэль. С 1897 жил  в Реховоте, где был председателем сельского комитета и преподавал в местной школе. С 1899 учитель в Метуле, с 1903 — в Рош-Пинна, где был директором местной школы до конца своей жизни. Им были написаны статьи по вопросам образования в периодических изданиях на иврите «Ха-Мелиц», «Ха-Цефира» и «Ха-Шилоах». Был среди основателей Ассоциации учителей в Эрец-Исраэль. Его имя носит начальная школа в Рош-Пинна, а также улицы в различных городах Израиля.